# Platige Image
Platige Image S.A. – polska spółka specjalizująca się w tworzeniu grafiki komputerowej, animacji 3D i cyfrowych efektów specjalnych dla świata reklamy, filmu, sztuki, edukacji i rozrywki. Ze studiem współpracuje ponad 320 artystów: reżyserów, dyrektorów artystycznych, grafików i producentów. Platige ma na swoim koncie ponad 280 nagród i wyróżnień, krótkometrażowe animacje czterokrotnie zapewniły mu główną nagrodę na festiwalu SIGGRAPH oraz nagrodę Brytyjskiej Akademii Filmowej i Telewizyjnej (BAFTA). Studio otrzymało nominację do Oscara oraz było nominowane do Złotej Palmy na festiwalu filmowym w Cannes i Złotych Lwów na festiwalu filmowym Wenecji.

## Obszary działalności

### Reklama
Platige ma na swoim koncie ponad 5000 filmów reklamowych i współpracuje z największymi agencjami reklamowymi w Polsce i na świecie: BBDO, DDB, Grey, Havas, JWT, Saatchi & Saatchi, PZL, Publicis, Young and Rubicam. Od samego początku istnienia studio realizuje produkcje reklamowe przeznaczone na rynki zagraniczne. Najwięcej zleceń zostało zrealizowanych dla Wielkiej Brytanii, Rosji, Portugalii i USA m.in. dla takich marek jak Lego, Kellog’s, Discovery Channel, History, czy Vodafone. W 2022 roku Platige wzięło udział w projekcie dla Australijskiej Izby Turystki, w ramach którego wykonało filmy oraz spoty reklamowe. Studio przygotowywało także kampanie dla klientów z branży motoryzacyjnej m.in. Aston Martin, Ferrari, Nissan, Audi, Toyota, Jaguar, Abarth czy Cadillac.
Platige Image zrealizowało jedne z najbardziej znanych polskich produkcji reklamowych. Pośród nich należy wymienić serię reklam przedstawiającą „Krainę Orange”, cykle filmów promujących marki Biedronka czy Tesco, postacie Serca i Rozumu, jak również reklamowe piwa Żubr we współpracy z Kompanią Piwowarską.

### Animacja
Platige Image stało się rozpoznawalne dzięki krótkometrażowym animacjom, wśród których najpopularniejsze to: Katedra (2002), Sztuka spadania (2004), Arka (2007), Kinematograf (2009), Paths of Hate (2010), cinematiki do serii gier Wiedźmin. Równocześnie studio stworzyło kilka wyjątkowych projektów, w tym Miasto Ruin, pierwszą na świecie rekonstrukcję zniszczonego miasta w technice stereoskopowej, jak również stereoskopową interpretację obrazu Jana Matejki Bitwa pod Grunwaldem. Platige Image od 2007 roku tworzy animowane trailery oraz intra gier komputerowych. Od tego czasu w portfolio studia Platige znalazły się projekty dla m.in. Acitivison, Ubisoft, SEGA, Creative Assembly, CD Projekt Red. W 2011 roku Platige przygotowało kompleksową kampanię wizerunkową Move Your Imagination promującą Polskę podczas międzynarodowych targów turystycznych ITB w Berlinie. W 2019 na Netflixie ukazała się animowana antologia „Love, Death + Robots”, a Platige Image stworzył jeden z filmów z serii – „Fish Night” w reżyserii Damiana Nenowa.

### Film & VFX
Studio ma na swoim koncie wiele polskich i międzynarodowych realizacji efektów specjalnych do filmów fabularnych. Pośród nich należy wymienić takie produkcje, jak Melancholia i Antychryst w reżyserii Larsa von Triera, Essential Killing w reżyserii Jerzego Skolimowskiego, Katyń Andrzeja Wajdy czy Popiełuszko. Wolność jest w nas Rafała Wierzyńskiego. W 2013 Platige Image współtworzyło efekty wizualne do filmu Łukasza Barczyka Hiszpanka. W 2015 studio współpracowało z Agnieszką Smoczyńską przy post produkcji filmu „Córki dancingu”. Ponadto  w 2017 roku studio zrealizowało animowany prolog w filmie „Wonder Woman” w reżyserii Patty Jenkins.
Dla zwiększenia możliwości realizacyjnych filmów kinowych i telewizyjnych studio powołało spółkę Platige Films, której pierwszym zadaniem była produkcja pełnometrażowego filmu Another Day of Life w oparciu o książkę Ryszarda Kapuścińskiego pod tym samym tytułem. Film został ukończony pod koniec 2017 roku, a światowa premiera odbyła się w 2018 na Festiwalu Filmowym w Cannes. W tym samym roku studio zdobyło Europejską Nagrodę Filmową (EFA) za Najlepszy Film Animowany.
Od 2019 roku studio Platige Image współpracuje z platformą streamingową Netflix przy realizacji cyfrowych efektów specjalnych do produkcji serialowych m.in. Wiedźmin sezony 1-3, Shadow and Bone sezon 2. 

### Entertainment
Platige Image współpracuje z teatrami z Polski i ze świata. Studio jest odpowiedzialne za przygotowywanie scenografii umożliwiających realizację efektów specjalnych oraz takich, gdzie podczas przedstawień stosowane są innowacyjne rozwiązania technologiczne oraz kreatywne. Wśród realizacji studio znajdziemy m.in. spektakl „Romeo i Julia” wystawiany w Sankt Petersburgu, pierwszy spektakl 3D na świecie – „Polita” Teatru Buffo czy musical „Piloci” dla Teatru Muzycznego Roma. 

### Kultura i edukacja
Platige Image angażuje się w realizację wielu projektów z zakresu kultury i edukacji. W 2010 roku studio stworzyło film „Animowana Historia Polski” (reż. T. Bagiński), w którym przedstawiono 140 wydarzeń z historii Polski. Platige odpowiadało także za realizację „Miasta Ruin” - pierwsza na świecie cyfrową rekonstrukcję miasta zniszczonego podczas II wojny światowej, wykonanej w technice stereoskopowej dla Muzeum Powstania Warszawskiego. Z okazji 600-lecia obchodów rocznicy bitwy pod Grunwaldem studio przygotowało stereoskopową interpretacje obrazu Jana Matejki na zlecenie Muzeum Narodowego w Warszawie. Platige Image jest odpowiedzialne za koncepcje przestrzenną i wizualną wystawy stałej w Muzeum Józefa Piłsudskiego w Starej Miłosnej. W trakcie przygotowań przez konsorcjum WWAA/Platige Image jest także wystawa stała dla Muzeum Wojska Polskiego na Warszawskiej Cytadeli.

### Broadcast
Broadcast Platige Image zajmuje się m.in. oprawą graficzną studiów dla polskich stacji telewizyjnych. Współpracuje w tym zakresie m.in. z TVP i Polsatem (od 2018 roku). W ramach tej współpracy stworzono dla Polsat Sport oprawę wizualną nowego i największego studia sportowego w Polsce. Platige Image, wraz z Telewizją Polsat, stworzyło wirtualne studio do organizowania eventów online. Także w 2018 roku dla TVP została przygotowana nowa oprawa graficzna „Wiadomości”.

### Events
Platige od 2015 roku współpracuje z UEFA, czego efektem jest organizacja ceremonii otwarcia przed finałowymi meczami Ligi Europy UEFA.
Od 2019 Platige jest odpowiedzialne za całościową produkcję wydarzenia „Europejskie Forum Nowych Idei”. Zadaniem studia jest tworzenie oprawy dla wszystkich paneli, a także wszelkich imprez towarzyszących EFNI.

## Historia
Platige Image zostało założone przez Jarosława Sawko i Piotra Sikorę w 1997 roku w Warszawie. Poznali się na studiach MBA i postanowili założyć swoją firmę, ponieważ wierzyli w potencjał rozwoju rynku animacji i postprodukcji. Kapitał zakładowy zdobyli dzięki sprzedaniu 300 fluorescencyjnych lamp studyjnych własnego pomysłu.
Firma zadebiutowała tworząc efekty specjalne do teledysku Niekochani (1997) Justyny Steczkowskiej, za który otrzymała Machinera. Punktem przełomowym było przygotowanie oprawy dla TVP1, co przyniosło studiu nagrodę Złotych Orłów (1999) i otworzyło je na rynek reklamowy.
Od początku istnienia Platige nawiązał współpracę z czołowymi polskimi i międzynarodowymi agencjami reklamowymi takimi jak BBDO, DDB, Gray, Havas Worldwide, JWT, Leo Burnett, Saatchi & Saatchi, PZL, Publicis, Young and Rubicam. Studio sukcesywnie zwiększało liczbę realizowanych usług reklamowych, co zapewniło Platige dynamiczny rozwój firmy i pozwoliło na powiększanie zespołu artystów współpracujących ze studiem.
Pierwszym dużym wyzwaniem filmowym Platige było wykonanie efektów specjalnych do Quo vadis w reżyserii Jerzego Kawalerowicza (2001). Specjalnie na potrzeby tego projektu stworzono aplikację, która umożliwiła automatyczne multiplikowanie postaci umieszczonych na arenie filmowego Koloseum.
Równolegle ze zleceniami komercyjnymi studio skupiło się na produkcji czysto artystycznej. W 2002 roku swoją premierę miał pierwszy krótkometrażowy film animowany wyprodukowany przez Platige. Była nim Katedra wyreżyserowana przez Tomasza Bagińskiego, rok później nominowana do Oscara w kategorii krótkometrażowego filmu animowanego. Sukces Katedry zapoczątkował cykliczną produkcję autorskich projektów filmowych studia. Kolejnym był short Marcina Waśko Undo zrealizowany w tym samym roku.
W 2004 roku Platige przeniósł się do nowej siedziby w Forcie Mokotów – części dziewiętnastowiecznego pierścienia fortyfikacji otaczającego Warszawę – Racławicka 99.
Dwa lata po swoim pierwszym krótkim metrażu Tomasz Bagiński stworzył kolejną animację, Sztukę spadania. Film otrzymał m.in. nagrodę Jury na festiwalu SIGGRAPH oraz otrzymał nagrodę Brytyjskiej Akademii Filmowej (BAFTA) w kategorii najlepszy film animowany.
W 2006 roku w Poznaniu przygotowywano światową prapremierę opery Rogera Watersa Ça Ira. Platige został zaangażowany do współpracy przy tym monumentalnym widowisku. Na zaproszenie jego reżysera, Janusza Józefowicza, studio stworzyło wizualną oprawę spektaklu. W efekcie powstała dwugodzinna animowana projekcja stanowiąca cyfrową scenografię spektaklu, towarzyszącą aktorom występującym na scenie. Składała się ona z połączonych archiwalnych i animowanych sekwencji.
Rok 2007 przyniósł drugi krótki metraż wyreżyserowany przez Grzegorza Jonkajtysa, którym była Arka. Film został zrealizowany w niekonwencjonalnej technice polegającej na połączeniu realistycznej scenografii z animacją komputerową, przy użyciu systemu MILO Motion Control. Arka była pokazywana na światowych festiwalach zdobywając wiele nagród i wyróżnień, w tym nagrodę Best of Show na festiwalu SIGGRAPH oraz nominację do Złotej Palmy w Cannes.
Znaczącym wydarzeniem tego roku, które otworzyło przed firmą nowe możliwości było nawiązanie współpracy z deweloperem gier, firmą CD Projekt RED. W jej efekcie Tomasz Bagiński wyreżyserował pierwszy w historii studia cinematik do gry „Wiedźmin”, za który studio otrzymało nominację do nagrody Visual Effects Society.
W tym samym roku studio po raz kolejny wykorzystało swoje możliwości realizacyjne na potrzeby produkcji teatralnych tworząc cyfrową scenografię do musicalu Akademia Pana Kleksa wystawionego w Teatrze Roma w Warszawie.
Następnie na zlecenie TVP studio stworzyło cyfrową scenografię do widowiska muzycznego Siedem bram Jerozolimy, które zostało przygotowane z okazji jubileuszu 75-lecia urodzin Krzysztofa Pendereckiego. Za reżyserię animacji odpowiadał Tomasz Bagiński. Widowisko otrzymało nominację do nagrody Emmy.
W 2009 roku premierę miały dwie duże historyczne produkcje, do których efekty specjalne stworzone zostały w Platige. Były to: Popiełuszko. Wolność jest w nas w reżyserii Rafała Wieczyńskiego oraz Katyń w reżyserii Andrzeja Wajdy. Katyń był też pierwszym polskim filmem, którego cyfrowa postprodukcja została wykonana w technologii 4K – w ponad trzydziestokrotnie większej rozdzielczości niż format telewizyjny. Platige dokonało komputerowej obróbki ponad 160 ujęć, czyli 15 minut z całego filmu.
W 2009 roku duński dom produkcyjny Zentropa zlecił Platige Image realizację efektów specjalnych do filmu Larsa von Triera Antychryst. Współpraca zaowocowała następnym wspólnym projektem, jakim było stworzenie przez studio efektów specjalnych do kolejnego filmu duńskiego reżysera, Melancholii, która była nominowana do Złotej Palmy na Międzynarodowym Festiwalu Filmowym w Cannes w 2011 roku.
Rok 2009 przyniósł kolejny film w reżyserii Tomasza Bagińskiego. Kinematograf był efektem współpracy reżysera z rysownikiem Jakubem Jabłońskim, który całościowo zaprojektował wizualną stronę animacji. Czerpiąc inspirację z wiktoriańskich baśni stworzył koncepty plastyczne do filmu opartego na kanwie komiksu Mateusza Skutnika „Rewolucje 3. Monochrom”.
W tym samym roku Platige Image zrealizowało swój pierwszy projekt w technice stereoskopowej – była to reklama zrealizowana w formie krótkometrażowego filmu pt. LECH – Bieg. Doświadczenie to otworzyło studiu drogę do realizacji filmów i projektów 3D.
W 2010 roku ukończono trzy ważne projekty specjalne, które ukazały kreatywne i technologiczne możliwości studia, jak również nowatorskie wykorzystanie animacji w obszarze sztuki i edukacji.
Na zlecenie PARP powstały filmy animowane, które były elementem prezentacji Polski podczas Expo 2010 w Szanghaju. Pierwszy z nich to Animowana historia Polski w reżyserii Tomasza Bagińskiego, a drugi Przewodnik po polskim sukcesie w reżyserii Rafała Wojtunika.
Dla Muzeum Powstania Warszawskiego Platige Image stworzyło animację Miasto Ruin – pierwszą na świecie, zrealizowaną w stereoskopii, cyfrową rekonstrukcję zburzonego miasta. Film jest odtworzeniem lotu alianckiego samolotu Liberator nad Warszawą wiosną 1945 roku.
W związku z 600-leciem bitwy pod Grunwaldem, na zlecenie Muzeum Narodowego w Warszawie powstała pierwsza na świecie, stereoskopowa interpretacja obrazu Jana Matejki „Bitwa pod Grunwaldem”.
Dodatkowo na zlecenie Narodowego Centrum Kultury Tomasz Bagiński wyreżyserował serię spotów Bitwa 600-lecia w ramach kampanii promującej rocznicę bitwy pod Grunwaldem.
W tym czasie z zespołu Platige wyłonił się kolejny reżyser z wyrazistym, indywidualnym stylem – Damian Nenow. Jego drugi (po Wielkiej ucieczce) film krótkometrażowy i pierwszy wyprodukowany w Platige, Paths of Hate, zdobył wiele nagród międzynarodowych w tym Best of Show na festiwalu SIGGRAPH, wyróżnienie na Annecy IAFF oraz nominację do nagrody Visual Effects Society.
W 2011 roku Platige Image podjął się zupełnie nowego wyzwania przygotowując dla Polskiej Organizacji Turystycznej kompleksową kampanię wizerunkową promującą Polskę na największych targach turystycznych na świecie – ITB w Berlinie. Hasło kampanii brzmiało: Move Your Imagination. Studio podjęło udaną próbę radykalnego odświeżenia wizerunku Polski przez wykorzystanie nowoczesnego designu i możliwości komputerowej animacji. Elementami kampanii były: seria animowanych filmów, szeroka akcja w przestrzeni miejskiej Berlina z wykorzystaniem kilkumetrowych rzeźb stworów i outdooru, oraz interaktywne widowisko w stereoskopii przygotowane dla 5000 osób biorących udział w ceremonii otwarcia targów.
Rok 2011 zakończył się trzema ważnymi wydarzeniami.
14 grudnia 2011 roku Platige stało się spółką akcyjną wchodząc na rynek NewConnect. W dniu debiutu giełdowego kurs Platige Image wzrósł o 32,1% i wyniósł 21 zł. Rok później akcje spółki posługującej się skrótem PLI wzrosły o kolejne 76%.
Konsorcjum Platige i pracowni architektonicznej WWAA zdobyło pierwsze miejsce w międzynarodowym konkursie na wystawę stałą Muzeum Historii Polski w Warszawie.
Również w tym roku studio nawiązało kontakty z katarską agencją rządową i stworzyło animowaną czołówkę „Dream 2030”, którego reżyserii podjął się Grzegorz Jonkajtys wraz z Rafałem Wojtunikiem. Była to pierwsza realizacja Platige na nowym rynku.
Rok 2012 wiązał się z mocniejszym otwarciem na nowe możliwości rozwoju. Firma nawiązała współpracę w São Paulo z uznanym brazylijskim reżyserem reklamowym Jarbasem Angelli i jego agencją AD Studio. W tym samym roku studio zrealizowało cinematik do gry „Wiedźmin 2: Zabójcy Królów”. Animacja otrzymała liczne nagrody i wyróżnienia, w tym prestiżowe London International Awards.
W dniu 18 grudnia 2012 roku, w Narodowy Dzień Kataru, premierę miał jak dotąd największy projekt filmowy w historii studia. Film Hero and Message zrealizowany dla katarskiej agencji rządowej to 25 minut animacji składającej się z ponad 500 ujęć, które powstały w ciągu 6 miesięcy.
W styczniu 2013 roku ukazał się natomiast kolejny cinematik dla nowej gry CD Projekt RED pt. „Cyberpunk 2077”.
W 2014 r. Platige Image przygotowuje pierwsze, całkowicie własne, projekty - wydana zostaje gra na urządzenia mobilne. Rozpoczynają się też prace nad pełnometrażowym filmem animowanym „Another Day of Life” na podstawie powieści Ryszarda Kapuścińskiego.
Studio aktywnie działa na rynku reklamowym i tworzy projekty dla największych marek krajowych i zagranicznych. Wyprodukowany zostaje m.in. spot promocyjny dla NIKE, w którym wystąpił Cristiano Ronaldo. Dla Europejskiej Agencji Kosmicznej przygotowany zostaje film ”Ambition” promujący misję kosmiczną Rosetta. Reżyserem projektu był Tomasz Bagiński.
Projekty realizowane w 2015 r. stały się wizytówką Platige na wiele lat. To wtedy powstają Legendy Polskie dla Grupy Allegro, w reżyserii Tomasza Bagińskiego. Zrealizowane zostają też duże projekty eventowe, takie jak pawilon polski na EXPO 2015 oraz oprawa wydarzeń piłkarskich UEFA.
Rok 2016 to przede wszystkim czas rozwoju kompetencji w zakresie produkcji cinematików oraz udoskonalenie technologii stereoskopowej wykorzystywanej w scenografii w ramach autorskiej koncepcji 3D Live Theater. Zrealizowane zostają m.in. musical „Sky” dla Theater Amsterdam i „Piotruś Pan” dla Teatru Muzycznego w Gdyni.
W 2016 roku utworzone zostaje studio produkcyjne Dobro oraz studio Fish Ladder, zajmujące się tworzeniem i realizacją kreatywnych strategii i rozwiązań dla nauki, sztuki i biznesu. Firma kontynuuje współpracę z UEFA: przygotowuje dwie uroczystości otwierające finały Ligi Europy UEFA oraz Superpucharu Europy UEFA.
2017 r. to czas zmian m.in. w strukturze organizacyjnej oraz w sferze zarządzania finansami. Firma rozpoczyna aktywne działania marketingowe, mające na celu pozyskanie klientów na rynkach międzynarodowych. Powstaje departament Business Development zajmujący się aktywnym pozyskiwaniem projektów dla wszystkich linii biznesowych spółki. Stworzony zostaje też zespół animacji mogący produkować efekty specjalne do produkcji filmowej, takich jak seria o Wiedźminie.
W 2018 r. zmiany struktury, sposobu zarządzania oraz powstanie nowych działów przynoszą efekty. Platige Image bierze udział w produkcji znanego na całym świecie serialu Netflixa „Wiedźmin”. Serial szybko zdobywa ogromną popularność, a polskie studio dołącza do grona producentów wykonawczych tworzących światowe produkcje. W 2019 r. został zrealizowany trailer do gry Metro Exodus Artyom's Nightmare (reż. T. Suwalski), który otrzymał główną nagrodę w kategorii Najlepszy Cinematik do Gry Wideo (Best Game Cinematic). 1 maja 2021 premierę miał cinematic do gry Resident Evil Village (reż. J. Jabłoński).
Firma rozwija także produkcje reklamowe, za które zostaje uhonorowana nagrodą Studio Postprodukcyjnego Roku 2019 w konkursie Klubu Twórców Reklamy.
Wybuch epidemii COVID-19 spowodował na całym świecie całkowite wstrzymanie zdjęć na planach reklamowych i filmowych oraz odwołanie lub przesunięcie zaplanowanych eventów. Platige Image skupia się na projektach graficznych dla branży gamingowej. Polskie studio realizuje m.in. cinematiki do kultowej gry z serii „Call of Duty” z firmą Activision, jednym z największych i najbardziej rozpoznawalnych producentów gier komputerowych na świecie. Spółka pracuje także nad rozwojem nowej usługi wirtualnej produkcji (plany filmowe z wykorzystaniem ekranów LED i technologii AR) oraz wykorzystaniem technologii silników czasu rzeczywistego w produkcji animacji.
W 2020 roku powstaje także strategia na najbliższe 5 lat. Firma planuje m.in. wejście na rynek USA oraz MENA (Middle East North Africa).
Rok 2021 przynosi rekordowy w dotychczasowej historii spółki zyski. Firma zrealizowała m.in. największy swojej historii kontrakt na produkcję cinematików dla Activision Publishing Inc. do kultowego tytułu gier z serii „Call of Duty”.
W marcu 2022 roku powstaje biuro w USA, które ma być odpowiedzialne za pozyskiwanie kontaktów na tamtejszym rynku.
W 2022 roku Platige Image kończy 25 lat. Firma zatrudnia już ponad 300 osób i aktywnie kontynuuje ekspansję na rynki międzynarodowe, w tym australijski. Na zlecenie Australijskiej Izby Turystki realizuje spot, w którym wystąpiła popularna aktorka Rose Byrne. Na potrzeby kampanii Platige przygotowało 9-minowy film, a także 60, 30 i 15 sekundowe spoty reklamowe. Jednocześnie zrealizowano spoty dla współpracujących przy projekcie australijskich narodowych linii lotniczych Qantas Airlines.
W 2022 roku Platige po raz czwarty zdobywa wyróżnienie dla najlepszego studia postprodukcyjnego KTR.
Spółka kontynuuje wdrażanie wykorzystania silnika Unreal Engine (Epic Games) w swoich produkcjach. Przychody z produkcji zrealizowanych w całości z wykorzystaniem Unreal Engine stanowią ponad 10% całkowitych przychodów. Doskonałe rezultaty w implementacji tego narzędzia zaowocowały otrzymaniem statusu oficjalnego partnera serwisowego Unreal Engine. Firma uzyskuje także certyfikaty bezpieczeństwa wiodących studiów filmowych. Rozwijana jest współpraca z wiodącymi producentami gier takimi jak Activision i Ubisoft. Firma otwiera także najnowocześniejsze w tej części Europy studio motion capture.

## Grupa kapitałowa
Spółki z grupy kapitałowej Platige Image:
1. DOBRO sp. z o.o. z siedzibą w Warszawie
Spółka zajmuje się organizacją planów zdjęciowych i produkcją filmową.
2. Platige Films sp. z o.o. z siedzibą w Warszawie.
Platige Films zajmuje się produkcją własnych projektów filmowych i zarządzaniem prawami autorskimi. Platige Image S.A. posiada obecnie 400 udziałów o łącznej wartości 200.000 zł, co stanowi 100% kapitału zakładowego spółki.
3. Fatima Film sp. z o.o. oraz Fatima Film sp. z o.o. sp. k. z siedzibą w Warszawie
Emitent objął 100 % w kapitale spółki Fatima sp. z o.o. Spółka Fatima sp. z o.o. jest jedynym komplementariuszem spółki Fatima sp. z o.o. sp. k. Jedynym komandytariuszem w Fatima sp. z o.o. sp. k. jest Emitent.Spółki te powstały w wyniku wprowadzenia w Grupie Platige Image systemu zarządzania dużymi projektami poprzez oddzielne podmioty. Struktura taka pozwoli na umożliwienie realizacji różnych strategii finansowania produkcji dla różnych projektów oraz pozyskiwania partnerów do poszczególnych produkcji. Spółki Fatima zostały powołane w celu przeniesienia projektu Fatima z Platige Films sp. z o.o., a następnie pozyskania finansowania i dokończenie produkcji.
4. Platige sp. z o.o. oraz Platige sp. z o.o. sp. k. z siedzibą w Warszawie
Emitent objął 100% kapitału spółki Platige sp. z o.o. wartości 5.000 zł. Spółka Platige sp. z o.o. jest jedynym komplementariuszem spółki Platige sp. z o.o. sp. k. Jedynym komandytariuszem w Platige sp. z o.o. sp. k. jest Emitent. Zadaniem tych spółek jest pozyskiwanie nowych projektów dla Grupy Platige Image S.A. i rozwijanie kontaktów biznesowych z nowymi partnerami.
5. IMAGE GAMES spółka akcyjna z siedzibą w Warszawie
Kapitał zakładowy Image Games S. A. wynosi 106.444,50 zł. Udział Emitenta w ogólnej liczbie głosów w Image Games S. A. 24,43%. Cena emisyjna objętych akcji odpowiada wartości nominalnej akcji. Czas trwania spółki jest nieoznaczony. Spółka może działać na obszarze Rzeczypospolitej Polskiej oraz poza jej granicami. Przedmiotem działalności Image Games S. A. będzie stworzenie oraz skomercjalizowanie m.in. gier z segmentu AA.
6. PJ GAMES sp. z o.o. z siedzibą w Warszawie
Kapitał zakładowy PJ GAMES sp. z o.o. wynosi 105 tys. zł, udział na poziomie 80% został objęty przez Emitenta, a 20% przez Juggler Games sp. z o.o. Cena emisyjna oraz cena sprzedaży udziałów odpowiada ich wartości nominalnej. Udział w ogólnej liczbie głosów w PJ GAMES jest równy udziałowi w kapitale zakładowym.
Celem działalności PJ GAMES jest realizacja projektu polegającego na doprowadzeniu uzgodnionej przez Emitenta i Juggler Games gry komputerowej, której pomysłodawcą jest Juggler Games, do wersji tzw. gold master (tj. wersja końcowa gry) oraz jej odpłatnej dystrybucji.
7. PLATIGE INC.
Przedmiotem działalności spółki jest reprezentacja szeroko rozumianych interesów Platige Image S.A. w Stanach Zjednoczonych
8. PLATIGE US LLC.
Przedmiotem działalności spółki jest reprezentacja szeroko rozumianych interesów Platige Image S.A. w Stanach Zjednoczonych. Platige INC. posiada 75% kapitału i udziałów w ogólnej liczbie głosów Platige US LLC.

## Kluczowe projekty studia

### Krótkometrażowe filmy animowane
| Data | Tytuł                  | reżyser                      |
| ---- | ---------------------- | ---------------------------- |
| 2002 | Katedra                | Tomasz Bagiński              |
| 2003 | Undo                   | Marcin Waśko                 |
| 2004 | Sztuka spadania        | Tomasz Bagiński              |
| 2007 | Arka                   | Grzegorz Jonkajtys           |
| 2006 | Moloch                 | Marcin Pazera                |
| 2006 | Wielka ucieczka        | Damian Nenow                 |
| 2008 | Laska                  | Michał Socha                 |
| 2008 | Lekcja nieskończoności | Jakub Jabłoński, Bartosz Kik |
| 2009 | Kinematograf           | Tomasz Bagiński              |
| 2010 | Paths of Hate          | Damian Nenow                 |

### Efekty wizualne na potrzeby filmów fabularnych
| Data | Tytuł                                        | reżyser              |
| ---- | -------------------------------------------- | -------------------- |
| 2001 | Quo vadis                                    | Jerzy Kawalerowicz   |
| 2002 | Superprodukcja                               | Juliusz Machulski    |
| 2007 | Katyń                                        | Andrzej Wajda        |
| 2009 | Zero                                         | Paweł Borowski       |
| 2009 | Generał Nil                                  | Ryszard Bugajski     |
| 2009 | Popiełuszko. Wolność jest w nas              | Rafał Wieczyński     |
| 2009 | Antychryst                                   | Lars von Trier       |
| 2010 | Essential Killing                            | Jerzy Skolimowski    |
| 2011 | Melancholia                                  | Lars von Trier       |
| 2012 | Misja Afganistan                             | Maciej Dejczer       |
| 2013 | Hiszpanka                                    | Łukasz Barczyk       |
| 2015 | Córki Dancingu                               | Agnieszka Smoczyńska |
| 2015 | Legendy Polskie Allegro: Smok                | Tomasz Bagiński      |
| 2015 | Legendy Polskie Allegro: Twardowsky          | Tomasz Bagiński      |
| 2016 | Legendy Polskie Allegro: Twardowsky 2.0      | Tomasz Bagiński      |
| 2016 | Legendy Polskie Allegro: Jaga                | Tomasz Bagiński      |
| 2016 | Legendy Polskie Allegro: Operacja Bazyliszek | Tomasz Bagiński      |
| 2016 | Uwikłana (intro serialu)                     | Steven Wagner        |
| 2017 | Wonder Woman                                 | Patty Jenkins        |
| 2018 | Twarz                                        | Małgorzata Szumowska |

### Realizacje sceniczne
| Data | Tytuł                  | reżyser             |
| ---- | ---------------------- | ------------------- |
| 2006 | Akademia Pana Kleksa   | Wojciech Kępczyński |
| 2006 | Ça Ira                 | Janusz Józefowicz   |
| 2008 | Siedem bram Jerozolimy | Krzysztof Jasiński  |
| 2009 | Pamiętam. Katyń 1940.  | Konrad Smuga        |
| 2009 | Tristan                | Krzysztof Pastor    |
| 2011 | Move Your Imagination  | Tomasz Bagiński     |
| 2011 | Polita                 | Janusz Józefowicz   |
| 2016 | Piotruś Pan            | Janusz Józefowicz   |
| 2017 | Piloci                 | Wojciech Kępczyński |

### Trailery do gier
| Data | Tytuł                                       | reżyser            |
| ---- | ------------------------------------------- | ------------------ |
| 2007 | Wiedźmin (intro i outro)                    | Tomasz Bagiński    |
| 2008 | Wiedźmin. Powrót Białego Wilka              | Tomasz Bagiński    |
| 2011 | Wiedźmin 2. Zabójcy królów                  | Tomasz Bagiński    |
| 2013 | Cyberpunk 2077                              | Tomasz Bagiński    |
| 2013 | Wiedźmin 3. (trailer) Killing Monsters      | Tomasz Bagiński    |
| 2014 | Nitro Nation, War Thunder                   | Damian Nenow       |
| 2015 | For Honor                                   | Tomasz Bagiński    |
| 2015 | Skyforge                                    | Bartłomiej Kik     |
| 2016 | Frostpunk                                   | Jakub Jabłoński    |
| 2016 | Watch Dogs 2                                | Damian Nenow       |
| 2016 | Prey                                        | Bartłomiej Kik     |
| 2016 | Hitman:Paris, Hitman:Sapienza, Hitman:Paris | Jakub Jabłoński    |
| 2017 | Dishonored: Death of Outsider               | Karol Kołodziński  |
| 2017 | Total War: Warhammer 2                      | Jakub Jabłoński    |
| 2017 | Ghost Recon: Wildlands                      | Damian Nenow       |
| 2017 | Skull & Bones                               | Damian Nenow       |
| 2017 | Watch Dogs 2 TVC                            | Damian Nenow       |
| 2017 | League of Legends (Mid-Season Invitation)   | Tomasz Bagiński    |
| 2018 | Age of Magic                                | Michał Kaleniecki  |
| 2018 | Frostpunk City                              | Jakub Jabłoński    |
| 2018 | Total War: Three Kingdoms                   | Jakub Jabłoński    |
| 2018 | God of War                                  | Tomasz Bagiński    |
| 2018 | For Honor: Marching Fire                    | Dominik Wawrzyniak |
| 2020 | Total War: Warhammer III                    | Jakub Jabłoński    |
| 2024 | Wiedźmin 4                                  |                    |
| 2025 | Kingdom Come: Deliverance II                |                    |

## Nagrody
| KATEDRA                    | SIGGRAPH CAF                  | Najlepszy krótki film animowany                                                                         | 2002 |
| KATEDRA                    | animago AWARD                 | Grand Prix                                                                                              | 2002 |
| KATEDRA                    | The 75th Academy Awards       | Nominacja w kategorii: Krótki film animowany                                                            | 2003 |
| UNDO                       | animago AWARD                 | Najlepszy krótki film animowany                                                                         | 2003 |
| SZTUKA SPADANIA            | animago AWARD                 | 2 miejsce                                                                                               | 2005 |
| SZTUKA SPADANIA            | SIGGRAPH CAF                  | Jury Honors                                                                                             | 2005 |
| MOLOCH                     | animago AWARD                 | Professional/Animation Short Film                                                                       | 2006 |
| SZTUKA SPADANIA            | BAFTA                         | Najlepszy krótki film animowany                                                                         | 2006 |
| ARKA                       | SIGGRAPH CAF                  | Best of Show Award                                                                                      | 2007 |
| ARKA                       | Festival de Cannes            | Nominacja w kategorii: Krótki film                                                                      | 2007 |
| WIEDŹMIN INTRO             | VES Awards                    | Nominacja w kategorii: Wybitne sekwencje filmowe w grze komputerowej                                    | 2007 |
| NIEZŁY KANAŁ               | animago AWARD                 | Najlepszy pomysł                                                                                        | 2008 |
| KINEMATOGRAF               | animago AWARD                 | Najlepszy film krótkometrażowy                                                                          | 2009 |
| SIEDEM BRAM JEROZOLIMY     | The International Emmy Awards | Nominacja w kategorii: Arts Programming                                                                 | 2009 |
| ANIMOWANA HISTORIA POLSKI  | animago AWARD                 | Najlepsza wizualizacja                                                                                  | 2010 |
| PATHS OF HATE              | VES Awards                    | Nominacja w kategorii: Wybitna realizacja w krótkim filmie animowanym                                   | 2011 |
| MIASTO RUIN                | VES Awards                    | Nominacja w kategorii: Wybitne efekty specjalne w projektach pozakinowych                               | 2011 |
| PATHS OF HATE              | SIGGRAPH CAF                  | Nagroda Jury                                                                                            | 2011 |
| PATHS OF HATE              | Comic-Con IIFF                | Nagroda Jury                                                                                            | 2011 |
| PATHS OF HATE              | Comic-Con IIFF                | Najlepsza animacja                                                                                      | 2011 |
| WIEDŹMIN 2: ZABÓJCY KRÓLÓW | Golden Trailer Awards         | Najlepszy trailer gry video                                                                             | 2012 |
| WIEDŹMIN 2: ZABÓJCY KRÓLÓW | London International Awards   | Złota Statuetka w kategorii: TV/Kino/Online filmowy – Produkcja i Postprodukcja; podkategoria: Animacja | 2012 |